# 642
642（六百四十二、ろっぴゃくよんじゅうに）は自然数、また整数において、641の次で643の前の数である。

## 性質
- 642は合成数であり、約数は1, 2, 3, 6, 107, 214, 321, 642である。
  - 約数の和は1296。
  - 156番目の過剰数である。1つ前は640、次は644。
  - 約数の和が平方数になる30番目の数である。1つ前は527、次は651。
- 81番目の楔数である。1つ前は638、次は645。
- 各位の積が各位の和の4倍になる9番目の数である。1つ前は624、次は819。(オンライン整数列大辞典の数列 A062036)
- 642 = 12 + 42 + 252 = 52 + 162 + 192 = 72 + 82 + 232 = 82 + 172 + 172 = 112 + 112 + 202
  - 3つの平方数の和5通りで表せる38番目の数である。1つ前は638、次は646。(オンライン整数列大辞典の数列 A025325)
- 642 = 12 + 42 + 252 = 52 + 162 + 192 = 72 + 82 + 232
  - 異なる3つの平方数の和3通りで表せる68番目の数である。1つ前は637、次は646。(オンライン整数列大辞典の数列 A025341)
- 4つの平方数の和32通りで表せる最小の数である。次は658。
  - 4つの平方数の和 n 通りで表せる最小の数である。1つ前の31通りは594、次の33通りは682。(オンライン整数列大辞典の数列 A025416)
- 642 = 14 + 24 + 54
  - n = 4 のときの 1n + 2n + 5n の値とみたとき1つ前は134、次は3158。(オンライン整数列大辞典の数列 A074501)
- n = 6 のときの n と 7n を並べてできる数である。1つ前は535、次は749。(オンライン整数列大辞典の数列 A009441)
- 約数の和が642になる数は1個ある。(641) 約数の和1個で表せる119番目の数である。1つ前は636、次は644。
- 各位の和が12になる56番目の数である。1つ前は633、次は651。

## その他 642 に関連すること
- 西暦642年
- 紀元前642年
- フェラーリ・642
- チャイナエアライン642便着陸失敗事故
- 642S